# 盉

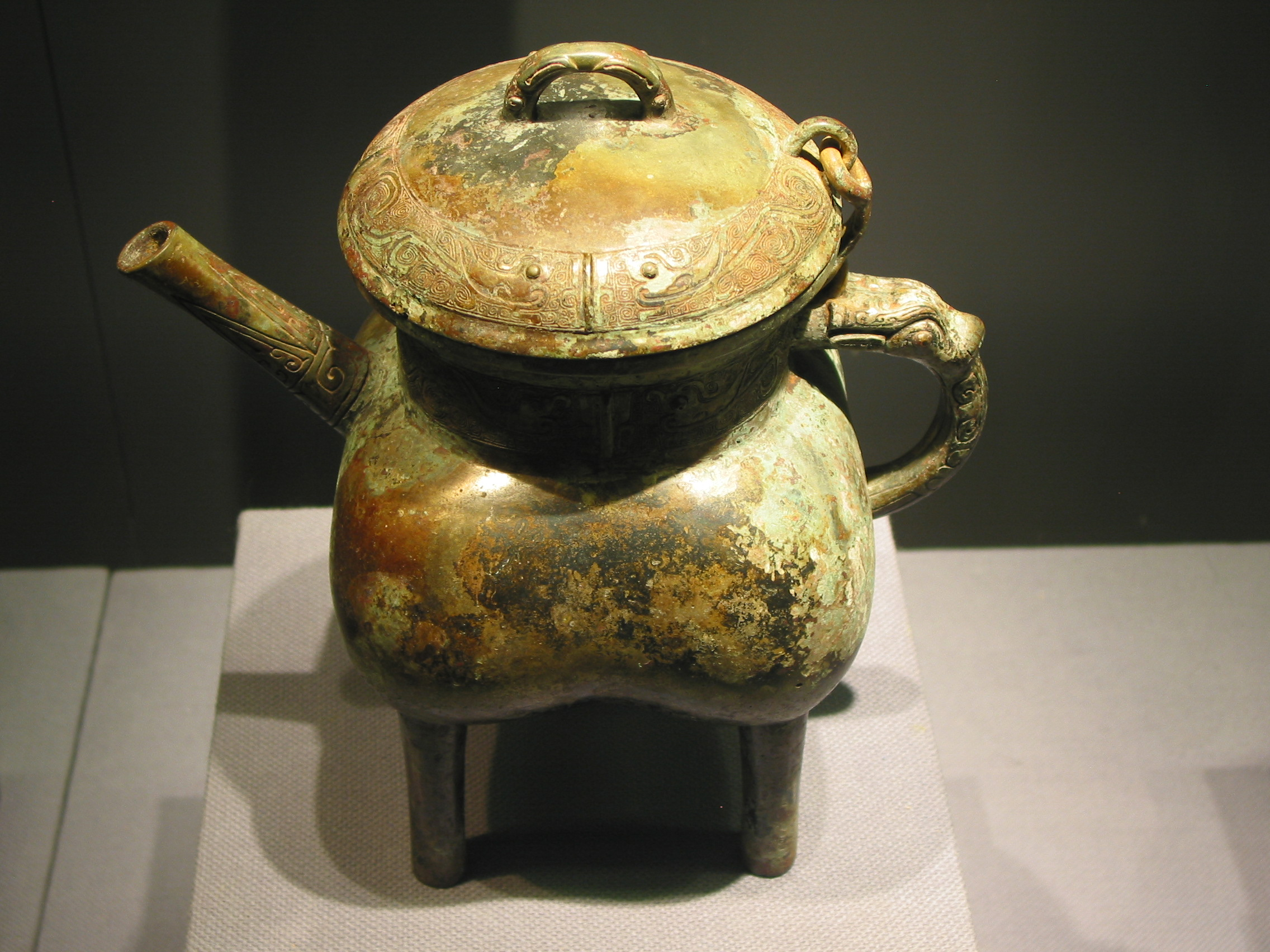
克盉，为西周初年燕国所造，上有铭文，记述了周天子封燕召公于燕地，其子克到燕地赴任。摄于首都博物馆

盉（粵音和普通話音皆同「禾」）是中国商朝和周朝时期用于盛酒和盛水的器皿，基本形状为圆腹，上有盖子，有三到四个足。
商朝到西周时期，盉的口比较大，腹深，流直，足多为分档式袋足，或呈柱状，商朝时足还多为空心。东周时期，盉口渐小，腹扁圆，流多呈鸟头或兽头状，足则多为蹄形。很多盉还有弯曲提梁，盉盖和提梁间还有环索相连。

## 外部連結
[在维基数据编辑]
 《欽定古今圖書集成·經濟彙編·考工典·盉部》，出自陈梦雷《古今圖書集成》